# Audrey Tautou
Audrey Justine Tautou (phát âm tiếng Pháp: [odʁɛ ʒystin totu] ⓘ; sinh ngày 9 tháng 8 năm 1976 là nữ diễn viên điện ảnh và người mẫu người Pháp. Ký hợp đồng với một đại diện quản lý vào năm 17 tuổi, cô có vai diễn đầu tay vào năm 18 tuổi trong một bộ phim truyền hình và góp mặt trong một bộ phim điện ảnh đầu tiên vào năm sau, Venus Beauty Institute (1999), mà cô nhận được lời khen ngợi và giành được Giải César cho nữ diễn viên triển vọng. Các vai diễn tiếp theo của cô trong thập niên 1990 bao gồm Le Libertin và Happenstance (2000).
Tautou giành được sự công nhận quốc tế cho vai chính trong bộ phim Amélie vào năm 2001, đạt được sự ca ngợi về mặt phê bình và là một thành công lớn về doanh thu phòng vé. Amélie giành giải Phim hay nhất tại Giải thưởng Điện ảnh châu Âu, bốn Giải César (bao gồm Phim hay nhất và Đạo diễn xuất sắc nhất), hai giải BAFTA (bao gồm Kịch bản gốc xuất sắc nhất) và được đề cử năm Giải Oscar.
Kể từ đó, Tautou đã xuất hiện trong các bộ phim thuộc nhiều thể loại khác nhau, trong đó có những bộ phim kinh dị Dirty Pretty Things và Mật mã Da Vinci, và lãng mạn với Priceless (2006). Cô đã nhận được nhiều lời khen ngợi đối với nhiều vai diễn của cô bao gồm bộ phim chính kịch Cuộc đính hôn lâu dài (2004) và bộ phim tiểu sử Coco avant Chanel (2009). Cô đã được đề cử ba lần cho giải César và hai lần cho giải BAFTA cho Nữ diễn viên chính xuất sắc nhất. Cô trở thành một trong số ít các diễn viên người Pháp trong lịch sử được mời tham gia Viện Hàn lâm Khoa học và Nghệ thuật Điện ảnh (AMPAS) vào tháng 6 năm 2004.
Tautou đã làm người mẫu cho Chanel, Montblanc, L'Oréal và nhiều công ty khác. Cô là một người ủng hộ tích cực của nhiều tổ chức từ thiện.

## Những năm đầu đời
Tautou sinh tại Puy-de-Dôme, Auvergne, Pháp và lớn lên ở Montluçon gần Allier, Auvergne. Cha của cô, Bernard Tautou, là một nhà giải phẫu nha khoa, còn người mẹ Eveline là một giáo viên. Tautou tỏ ra ưa thích diễn xuất từ khi còn nhỏ và sau khi tốt nghiệp bằng tú tài, cô theo học diễn xuất ở Cours Florent.

## Sự nghiệp
Năm 1998, Tautou tham gia cuộc thi tìm kiếm ngôi sao do kênh truyền hình Canal+ tài trợ gọi là "Jeunes Premiers" (Các người trẻ ra mắt) và đoạt giải nữ diễn viên trẻ xuất sắc nhất ở Liên hoan diễn viên trẻ Béziers lần thứ 9. Cô được Tonie Marshall chú ý và cho đóng một vai trong phim Vénus beauté (institut) năm 1999. Phim này đã đoạt giải César. Năm 2000, cô đoạt Giải Suzanne Bianchetti.
Năm 2001 Tautou nổi tiếng thế giới khi diễn vai chính trong phim Le Fabuleux Destin d'Amélie Poulain (Amélie). Tháng 6 năm 2004 cô được mời tham gia Viện Hàn lâm Khoa học và Nghệ thuật Điện ảnh (AMPAS). Cô trở thành hội viên của viện này từ ngày 1.9.2006.
Năm 2005, Tautou sang Hollywood đóng phim Mật mã Da Vinci, đối diện với Tom Hanks, một phim chuyển thể từ tiểu thuyết bán chạy nhất của Dan Brown do Ron Howard đạo diễn và phát hành tháng 5 năm 2006. Sau đó cô diễn xuất chung với Gad Elmaleh trong phim Hors de prix (Priceless) của Pierre Salvadori, phát hành ngày 13.12. 2006. Phim này được so sánh với phim Breakfast at Tiffany's.
Năm 2007 Tautou diễn chung với Guillaume Canet trong phim Ensemble, c'est tout (2007) của Claude Berri, một phim chuyển thể từ tiểu thuyết của Anna Gavalda. Năm 2008 cô đóng vai chính trong phim tiểu sử của nhà thiết kế thời trang Coco Chanel. Phim này bắt đầu quay ở Paris từ tháng 9 năm 2008, dưới tên Coco avant Chanel, do Anne Fontaine đạo diễn. và được phát hành ở Pháp ngày 22.4.2009.
Kịch bản của phim mới một phần dựa trên quyển "L'Irrégulière" của Charles-Roux.
Ngoài việc xúc tiến phim tiểu sử mới Coco Chanel trong tháng 5/2008, Tautou cũng được bổ nhiệm làm người mẫu quảng cáo sắp tới cho Chanel No. 5, thay thế Nicole Kidman. Cô cũng đóng phim quảng cáo của Jean-Pierre Jeunet, phát hành năm 2009.

## Sở thích
Cô thích các tác giả Victor Hugo, Oscar Wilde, Paul Auster, Timothy Zahn và các thi sĩ Charles Baudelaire, Tristan Tzara. Cô rất thích khỉ. Sau buổi chiếu ra mắt phim Amélie (trong đó cô được rất nhiều nhà báo săn tìm và báo chí đưa tin), cô du hành sang các rừng nhiệt đới ở Indonesia để giúp lập khu bảo tồn loài khỉ.
Cô chụp hình các phóng viên phỏng vấn cô và lưu trong một scrapbook.
Tautou nói rằng cô vẫn thích sống và làm việc ở Pháp hơn là sang Hoa Kỳ. Cô đã nói với Stevie Wong của báo The Straits Times:
| “ | Suốt đời, tôi là một nữ diễn viên Pháp. Tôi không nói rằng mình sẽ không bao giờ đóng phim nói tiếng Anh nữa, nhưng nhà tôi, cộng đồng của tôi, sự nghiệp của tôi gắn chặt vào nước Pháp. Tôi sẽ không bao giờ di chuyển sang sống ở Los Angeles. | ” |

Bài hát "Tauttou" của ban nhạc Brand New trong album nhạc Déjà Entendu được đặt theo tên cô.

## Danh mục phim
| Film | Film                         | Film              | Film |
| Năm  | Phim                         | Vai diễn          | Ghi chú |
| ---- | ---------------------------- | ----------------- | --- |
| 1999 | Venus Beauty Institute       | Marie             | Giải César cho nữ diễn viên triển vọng Giải Lumière cho nữ diễn viên trẻ triển vọng nhất |
| 1999 | Triste à Mourir              | Caro              | |
| 2000 | Marry Me                     | Marie-Ange        | |
| 2000 | The Little Grifters          | Anne-Sophie       | |
| 2000 | The Libertine                | Julie d'Holbach   | |
| 2000 | Happenstance                 | Irène             | |
| 2001 | Amélie                       | Amélie Poulain    | Giải của Hiệp hội phê bình phim Chicago cho diễn viên triển vọng nhất Giải Lumière cho nữ diễn viên xuất sắc nhất Giải Sant Jordi cho nữ diễn viên nước ngoài xuất sắc nhất Đề cử - Giải BAFTA cho nữ diễn viên chính xuất sắc nhất Đề cử - Giải César cho nữ diễn viên chính xuất sắc nhất Đề cử - Giải Phim châu Âu cho nữ diễn viên chính xuất sắc nhất Đề cử - Giải Phim châu Âu Giải của khán giả cho nữ diễn viên chính xuất sắc nhất Đề cử - Giải của Hội phê bình phim Online cho diễn xuất đột phá Đề cử - Giải của Hội phê bình phim Phoenix cho nữ diễn viên chính xuất sắc nhất Đề cử - Giải của Hội phê bình phim Phoenix cho diễn viên mới xuất sắc nhất Đề cử - Giải Empire cho nữ diễn viên chính xuất sắc nhất Đề cử - Giải Vệ tinh cho nữ diễn viên phim ca nhạc hoặc phim hài xuất sắc nhất |
| 2001 | God Is Great and I'm Not     | Michèle           | |
| 2002 | He Loves Me, He Loves Me Not | Angélique         | |
| 2002 | Dirty Pretty Things          | Senay Gelik       | Đề cử - Giải Phim châu Âu Giải của khán giả cho nữ diễn viên chính xuất sắc nhất |
| 2002 | Pot Luck                     | Martine           | |
| 2003 | Lost Seamen                  | Lalla             | |
| 2003 | Not on the Lips              | Huguette Verberie | |
| 2003 | Happy End                    | Martine           | |
| 2004 | A Very Long Engagement       | Mathilde          | Đề cử - Giải César cho nữ diễn viên chính xuất sắc nhất< br>Đề cử - Giải Phim châu Âu cho nữ diễn viên chính xuất sắc nhất Giải Phim châu Âu Giải của khán giả cho nữ diễn viên chính xuất sắc nhất |
| 2005 | The Russian Dolls            | Martine           | |
| 2006 | The Da Vinci Code            | Sophie Neveu      | |
| 2006 | Priceless                    | Irène             | NRJ Cíne Award for Best Kiss |
| 2007 | Hunting and Gathering        | Camille           | |
| 2009 | Coco Before Chanel           | Coco Chanel       | Đề cử - Giải BAFTA cho nữ diễn viên chính xuất sắc nhất Đề cử - Giải César cho nữ diễn viên chính xuất sắc nhất |